# Pedro Cea
José Pedro Cea (Redondela, 1900. szeptember 1. – Montevideo, 1970. szeptember 18.), olimpiai és világbajnok uruguayi válogatott labdarúgó, edző.
Az uruguayi válogatott tagjaként részt vett az 1930-as világbajnokságon, az 1924. és az 1928. évi nyári olimpiai játékokon illetve az 1923-as, az 1924-es és az 1929-es Dél-amerikai bajnokságon.

## Sikerei, díjai

### Játékosként
Nacional
- Uruguayi bajnok (2): 1933, 1934

Uruguay
- Világbajnok (1): 1930
- Dél-amerikai bajnok (3): 1923, 1924
- Olimpiai bajnok (2): 1924, 1928

### Edzőként
- Dél-amerikai bajnok (1): 1942